# Monocoila lurida
Monocoila lurida är en stekelart som först beskrevs av Günther Enderlein 1920.  Monocoila lurida ingår i släktet Monocoila och familjen bracksteklar. Inga underarter finns listade i Catalogue of Life.